# Borstal Boy
Borstal Boy ist ein autobiographischer Entwicklungsroman des irischen Schriftstellers Brendan Behan aus dem Jahr 1958. Er schildert die Zeit, die Behan als junger, idealistischer IRA-Aktivist in britischen Jugendgefängnissen und der Besserungsanstalt Hollesley Bay Borstal verbrachte. Der Ich-Erzähler ändert allmählich seine Sicht auf die Engländer und die Welt, insbesondere aufgrund seiner Liebesbeziehung zu dem englischen Mitgefangenen Charlie. In Irland zunächst verboten, gilt das Werk heute als moderner Klassiker der irischen Literatur und wurde in zahlreiche Sprachen übersetzt. Die deutsche Übersetzung von Curt Meyer-Clason erschien 1963.

## Handlung
Behan verarbeitet in dem Roman die Zeit, die er in den 1940er Jahren in britischen Jugendgefängnissen verbracht hat. Grund für seine Inhaftierung waren geplante Sprengstoffanschläge gegen das britische Militär – vorgeblich im Auftrag der Irish Republican Army. Das Buch beginnt mit Behans Verhaftung. Seine erste Station ist das Walton Gaol, eine reguläre Haftanstalt, gefolgt von einem kurzen Aufenthalt im Feltham Boys’ Prison. Der größte Teil des Romans widmet sich aber der Zeit im Hollesley Bay Borstal, einer Besserungsanstalt für Jugendliche. Sie war damals die erste offene Anstalt ihrer Art und lag im ländlichen Suffolk. Behan beschreibt neben Insassen und Wärtern auch die Natur, die Arbeit in der Landwirtschaft und die Landschaft. Dabei lässt er eine Vielzahl unterschiedlichster Charaktere auftreten. Eine besondere Stellung nimmt Charlie ein, Matrose der Royal Navy und Kleinkrimineller aus einem Londoner Vorort. Mit ihm verbindet Behan eine enge Freundschaft und zeitweise auch eine Liebesbeziehung.

## Stil und Inhalt
Der Roman schildert die Ereignisse während Behans Haft chronologisch und erweckt den Anschein, die Niederschrift einer mündlichen Erzählung zu sein. Er soll nicht wie ein originär schriftliches Werk erscheinen, sondern als die ungeschminkte Erzählung eines jungen Mannes.
Charakteristisch für Borstal Boy ist die Verwendung zahlreicher Varianten des Englischen, wie sie in der britischen Unterschicht sowie in verschiedenen Regionen und Klassen gesprochen wurden. Behan konnte damit zeigen, dass die katholisch-irischen und protestantisch-englischen Arbeiter mehr miteinander gemein hatten als mit ihrer jeweiligen Oberschicht. Zudem nutzt er oft Liedtexte und Gedichte und lässt seine Figuren beispielsweise Cockney Rhyming Slang sprechen.
Behan war zeitlebens ein politischer Mensch mit ausgeprägten Meinungen und teilt diese auch in Borstal Boy freigiebig mit. Beispielsweise setzt der junge Behan, der seine gesamte Jugend im irisch-republikanischen Milieu verbracht hat, als selbstverständlich voraus, dass alle Iren den Kampf gegen die Briten unterstützten und alle Engländer seine Feinde seien. In der Anstalt lernt er aber so viele unterschiedliche Charaktere kennen, dass sich diese klare Trennlinie verwischt. So wird er von einem irischen Wärter besonders harsch behandelt, während einige Engländer in der Anstalt zu Freunden werden. In der engen Beziehung zu dem Londoner Charlie realisiert der Dubliner Behan, wie sehr sich ihre Erinnerungen an die großstädtischen Arbeiterviertel ihrer Kindheit ähneln und dass sie in der englischen Aristokratie ihren gemeinsamen Gegner sehen. Behan wendet sich aber auch gegen die Versuche eines englischen Sozialisten, der ihn davon überzeugen will, mit seinen Freunden zu brechen, da er ein echter Arbeiter sei, diese aber nur Diebe und Nichtstuer. Behan kann dem intellektuell nur wenig entgegensetzen, weigert sich aber dennoch, den Bruch zu vollziehen.
Nicht zuletzt schildert der Roman Behans Konflikt mit der katholischen Kirche. Zu Beginn geht der junge Häftling davon aus, die katholische Kirche unterstütze die Iren rückhaltlos und sei damit eine Verbündete. Doch im Gefängnis zeigt sich die Kirche bald im Bunde mit den protestantischen Wärtern, denen Behan und die anderen Gefangenen gegenüberstehen. Mehrfach wird er von protestantischen Wärtern auf Anweisung des katholischen Priesters zusammengeschlagen.

## Entstehungs- und Publikationsgeschichte

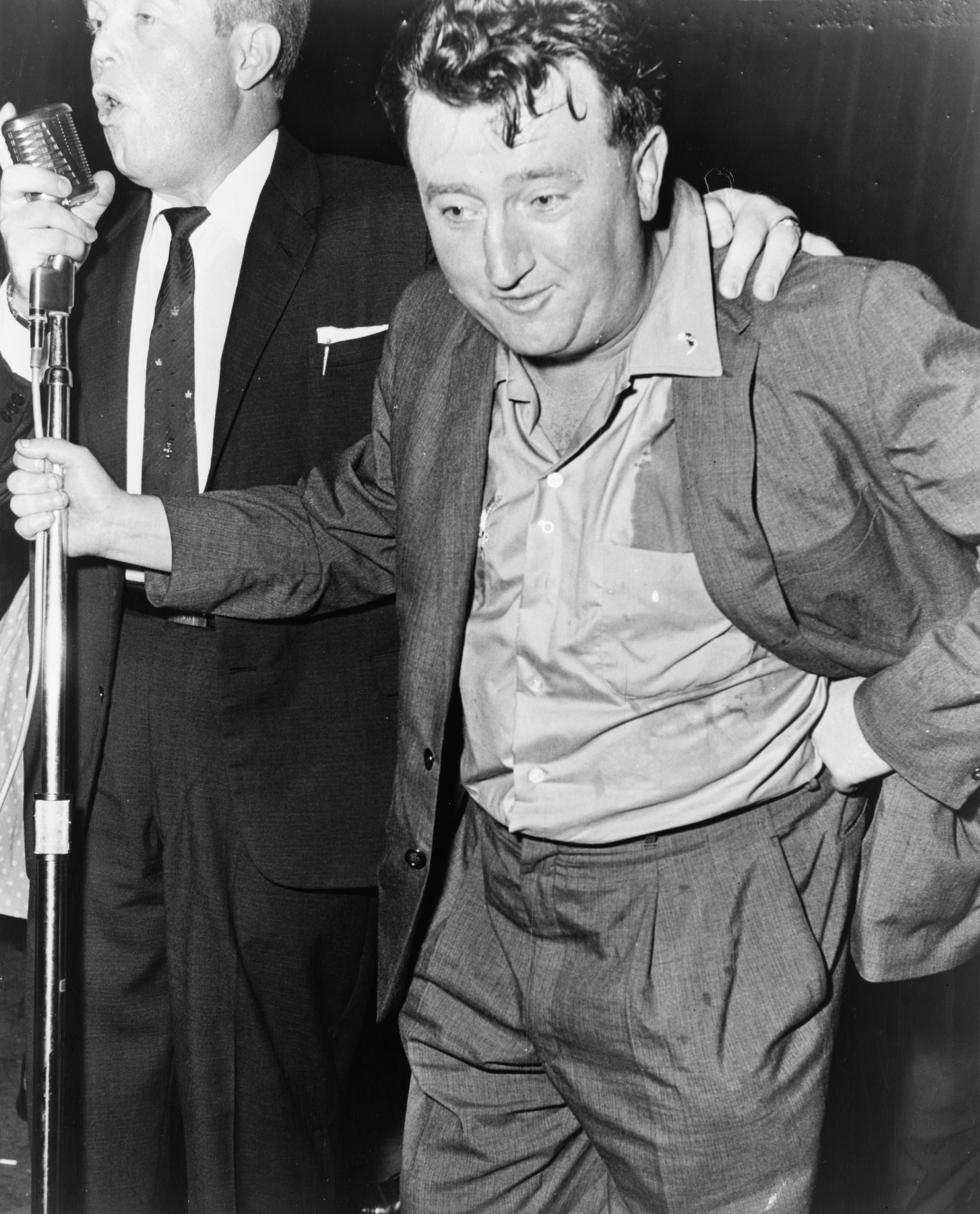
Brendan Behan, 1960

Behan arbeitete gut 15 Jahre an seinem Roman, Teile erschienen bis 1956 in verschiedenen irischen, britischen und französischen Magazinen. Die Rekonstruktion seiner Entstehung wurde jedoch durch einige widersprüchliche Aussagen Behans, seiner Zeitgenossen und Biographen erschwert. Einen ersten Artikel über seine Haftzeit in England veröffentlichte er bereits im April 1942 unter dem Titel I Become a Borstal Boy in der Zeitschrift The Bell. Zu dieser Zeit war Behan wiederum inhaftiert, zunächst im Dubliner Mountjoy Prison, später in Arbour Hill, wo ihm viel Zeit zum Schreiben blieb. 1942 erwähnte er auch erstmals die Absicht, einen Roman zu schreiben; er sollte den Titel The Green Invasion tragen und die IRA-Terrorkampagne der Jahre 1939–1940 behandeln. Ob dieser geplante Roman autobiographisch angelegt sein sollte, lässt sich jedoch nicht sagen.
Nachdem er 1945 aus der Haft entlassen worden war, hielt er sich in den folgenden Jahren immer wieder für längere Zeit in Paris auf und veröffentlichte einige Kurzgeschichten in dem hier erscheinenden zweisprachigen Literaturmagazin Points. Im Mai 1951 erwähnt Behan in einem Brief an Sindbad Vail, den Herausgeber des Blatts, dass er an einem Borstal Boy betitelten Roman schreibe und sandte ihm einige Seiten seines Manuskripts. Ein Auszug, in dem Behan seine Festnahme schildert, erschien im Winterheft 1951 unter dem Titel Bridewell Revisited (in Anspielung auf Evelyn Waughs Roman Brideshead Revisited); den Text dieses Artikels übernahm Behan später fast wortgleich für die Eröffnungsszenen von Borstal Boy. Da er sich von den langen Nächten in der Dubliner Bohème allzu sehr abgelenkt fühlte, zog er sich im Sommer 1952 aufs Land zurück, um sich ganz auf das Manuskript zu konzentrieren. Im Oktober 1952 schrieb er an Vail, er habe bereits 50.000 Wörter zu Papier gebracht, beklagte aber auch, dass ihm die Arbeit an seinem ersten Drama für das Abbey Theatre in die Quere komme. Auch war er immer seltener Herr seiner Trunksucht und musste deswegen etwa 1955 einen längeren Krankenhausaufenthalt auf sich nehmen. Erst 1956 veröffentlichte er zwei weitere Auszüge aus seinem Manuskript. A Christmas Day in Walton Jail, erschienen im Sommerheft des Magazins Irish Writing, übernahm er später wortwörtlich für die Weihnachtsepisode von Borstal Boy. Im Dezember 1956 folgte ein Artikel im britischen The New Statesman and Nation, das wiederum Bridewell Revisited betitelt war. Die hier geschilderte Diskussion der jungen Borstal-Häftlinge über ihre „Matronen“ überarbeitete Behan für die Buchfassung etwas.
Eine späte Fassung des Manuskripts gab Behan dem Dichter Valentin Iremonger zu lesen, der zu dieser Zeit erster Sekretär der irischen Botschaft in London war. Dieser riet Behan, das Werk um jeden Preis fertigzustellen, und empfahl es Ian Hamilton vom Londoner Verlagshaus Hutchinson. Da Behan in Großbritannien Einreiseverbot hatte, begab sich Hutchinson im Sommer 1957 für ein Treffen nach Dublin. Er zeigte sich sehr angetan von den Entwürfen, die Behan ihm vorlegte, und schloss nach Darstellung von Behans Biographen Ulick O’Connor umgehend einen Vertrag ab und zahlte ihm einen großzügigen Vorschuss von £350 aus. Peter René Gerdes zufolge wurde jedoch erst ein Vertrag geschlossen, nachdem Hamilton nach London zurückgekehrt war und das Manuskript Timothy O’Keeffe zeigte, der sich so begeistert zeigte, dass er sich an keine Geringeren als an Gogol und Dostojewski erinnert fühlte.
O’Connor und Gerdes widersprechen sich noch in einem anderen Punkt. O’Connor sowie Behans Freund John Murdoch zufolge habe Behan zuvor schon die Rechte für einen Serienabdruck an gleich zwei Londoner Blätter verkauft, sowohl an den Sunday Dispatch als auch an The People; dass es in beiden Blättern zugleich erschien, sei zunächst nicht aufgefallen, da der Sunday Dispatch es nur in seine irische Ausgabe aufgenommen habe. Auf eine entsprechende Anfrage widersprach der Herausgeber von The People gegenüber Gerdes dieser Darstellung; tatsächlich habe sein Blatt die Rechte von Hutchinson, nicht von Behan erworben. Einen Abdruck im Sunday Dispatch konnte Gerdes in den Archiven nirgends ausfindig machen; The People druckte ab Oktober 1958 nachweislich in fünf Heften Auszüge aus Borstal Boy.
Das Manuskript von the Borstal Boy verbrannte Behan nach Angaben seiner Frau Beatrice letztlich.

### Zensur
In Irland wurde das Buch umgehend verboten. Die staatliche Zensurbehörde gab keine Gründe für ihre Entscheidung an; wahrscheinlich ist aber, dass Behans freimütige Darstellung von Homosexualität den Ausschlag für die Entscheidung gab, aber auch seine weiterreichende Kritik an der katholischen Kirche dürfte eine Rolle gespielt haben. Behan dichtete zu diesem Anlass ein humoriges Lied: 

„My name is Brendan Behan, I’m the latest of the banned,

Although we’re small in numbers we’re the best banned in the land,

We’re read at wakes an weddin’s and in every parish hall,

And under library counters sure you’ll have no trouble at all.“

Tatsächlich wurde das Verkaufsverbot nicht rigoros durchgesetzt. Als es 1970 aufgehoben wurde, schrieb etwa der Catholic Herald, dass das Buch ohnehin bereits in vielen Läden angeboten werde. Auch in Australien und Neuseeland wurde das Buch zwischenzeitlich verboten.

## Autobiographische Bezüge
Behan selbst war aktives Mitglied der Irish Republican Army. Er wurde 1939 im Alter von 17 in Liverpool im Besitz von Sprengstoff festgenommen, mit dem er Anschläge auf britische Werften verüben sollte. Nach einigen Monaten Untersuchungshaft wurde er 1940 zu einer Jugendstrafe in einer Besserungsanstalt, in Großbritannien Borstal genannt, verurteilt. Im Buch schildert sich dessen Autor als ein loyaler Kämpfer im Auftrag der IRA. Tatsächlich aber hatte Behan seine Pläne ohne Zustimmung der Untergrundorganisation und gegen den Willen seiner Familie zu realisieren versucht. Zudem verlässt der Ich-Erzähler des Buchs die Besserungsanstalt als geläuterter Mensch, während der echte Behan nach seiner Entlassung noch einen Bombenanschlag in Irland verübte, und sich erst nach einer weiteren, mehrjährigen Haftstrafe für das Leben als Autor entschied. Diese und die darauf folgenden Ereignisse schilderte Behan in dem Werk Bekenntnisse eines irischen Rebellen.

## Adaptionen
Nach Borstal Boy entstand sowohl ein Musical, das 1967 einen Tony Award gewann, als auch ein Spielfilm im Jahr 2002. Der Film schreibt im Abspann nur, er sei „inspiriert“ vom Roman, und nimmt großzügige Änderungen an der Handlung vor. So verkürzt er die inneren Auseinandersetzungen um Behans Sexualität auf eine Dreiecksgeschichte zwischen Behan, Charlie und der Tochter des Anstaltsleiters. Auch spielt der Film die politischen Bezüge stark herab. Wird das Buch gerade für die Lebendigkeit und Farbigkeit seiner sehr unterschiedlichen Charaktere gelobt, wird dem Film in fast allen Kritiken vorgehalten, dass die Figuren klischeehaft und berechenbar seien.

### Ausgaben
- Borstal Boy. Hutchinson, London 1958. (Englische Erstausgabe)
- Borstal Boy. Alfred A. Knopf, New York 1959. (Amerikanische Erstausgabe)
- Borstal Boy. Deutsch von Curt Meyer-Clason. Kiepenheuer & Witsch, Berlin und Köln 1963. (Deutsche Erstausgabe)
- Mehrere Reprints, zuletzt 1996, ISBN 3462025449 (Taschenbuchausgabe)

### Sekundärliteratur
- M. C. Andersen: Brendan Behan’s Borstal Boy: The Homecoming. In: English Academy Review 8, 1991, S. 47–59.
- John Brannigan: Brendan Behan: Cultural Nationalism and the Revisionist Writer. Four Courts Press, Dublin 2002, ISBN 1851826696.
- Richard Brown: Borstal Boy: Structure and Meaning. In: Colby Library Quarterly 21:4, 1985, S. 188–197.
- Etaf A. Elbanna: The Autobiography of an Irish Rebel: Brendan Behan’s Borstal Boy. In: Mary Massoud (Hrsg.): Literary Inter-relations: Ireland, Egypt, and the Far East. Gerrards Cross, Smythe, 1996, ISBN 0-86140-377-0 (= Irish Literary Studies 47)
- Peter René Gerdes: The Major Works of Brendan Behan. Peter Lang, Frankfurt am Main 1973, ISBN 3261008768 (zugleich Diss. Universität Basel)
- Patrick Colm Hogan: Brendan Behan on the Politics of Identity: Nation, Culture, Class, and Human Empathy in Borstal Boy. In: Colby Library Quarterly 35:3, 1999, S. 154–172.
- Werner Huber: Autobiography and Stereotypy: Some Remarks on Brendan Behan’s Borstal Boy. In: Wolfgang Zach, Heinz Kosok: Literary Interrelations: Ireland, England and the World: 3 National Images and Stereotypes. Günther Narr Verlag, Tübingen 1987, ISBN 3-87808-683-0, S. 197–206 (= Studies in English and Comparative Literature 3)
- Colbert Kearney: “Borstal Boy”: A Portrait of the Artist as a Young Prisoner. In: Ariel 7:2, 1976, S. 47–62.
- Steven Marcus: Tom Brown in Quod. In: Partisan Review 26:2, 1959, S. 335–344.
- Ulick O’Connor: Brendan Behan. Hamish Hamilton, London 1970. Mehrere Reprints, zuletzt: Abacus, London 2000, ISBN 0349105146.
- Corey Phelps: Borstal Revisited. In: E. H. Mikhail (Hrsg.): The Art of Brendan Behan. Vision Books, London 1979, ISBN 0854782249, S. 91–108.
- Bernice Schrank: Brendan Behan's Borstal Boy as Ironic Pastoral. In: Canadian Journal of Irish Studies 18:2, 1992, S. 68–74.
- Bernice Schrank: Telling it like it is (and isn’t): Recreating the Self in Brendan Behan’s Borstal Boy (PDF; 389 kB). In: Brno Studies in English 37:2, 2011, S. 173–184.